# Rhododendron simiarum
Rhododendron simiarum là một loài thực vật có hoa trong họ Thạch nam. Loài này được Hance miêu tả khoa học đầu tiên năm 1884.